# Tembotrion
Tembotrion is een herbicide (een triketon), ontwikkeld door Bayers divisie CropScience, dat voor de maïsteelt bedoeld is. Het is werkzaam tegen een breed spectrum van onkruidgewassen (en gierst), waaronder akkerdistel, amarant, paardenbloem en grassen. Het werkt snel (binnen enkele dagen) en langdurig.
Moleculen tembo-trion (van {\textstyle {\ce {[(F3EtO)-Me]}}}BenzOyl in naam) bezitten een dubbel 1,3-diketonfragment, waarbij de ketovorm in evenwicht staat met zijn tautomeer (de enolvorm). Daarbij kan tussen de benzeen- en {\textstyle {\ce {C6H7O2}}}-ring een intra-moleculaire waterstofbrug gevormd worden.

## Werking
Tembotrion is een systemisch herbicide dat ervoor zorgt dat het bladgroen in het onkruid niet meer tegen UV-licht wordt beschermd door carotenoïden. Daardoor verbleekt het onkruid en sterft het na korte tijd af. De maïsplanten daarentegen behouden hun carotenoïdebeschutting dankzij een safener. Dit is een stof die ervoor zorgt dat de actieve stof snel wordt afgebroken in de maïs.

## Regelgeving
Tembotrion is een nieuwe werkzame stof. Op 25 november 2005 diende Bayer CropScience in Oostenrijk een aanvraagdossier in om tembotrion op te nemen in bijlage 1 (toegelaten actieve stoffen) bij de Europese Richtlijn 91/414/EEG. In afwachting van de resultaten van dit onderzoek verkreeg Bayer op 28 december 2006 in Oostenrijk een eerste tijdelijke erkenning (voor een periode tot 31 december 2009) voor het product Laudis, dat naast tembotrion de safener isoxadifen-ethyl bevat, en voor een ander product, Laudis Plus, dat naast tembotrion nog een tweede werkzame stof, terbuthyl-azine, bevat. De Europese Commissie bepaalde op 22 november 2013 dat tembotrion in de Europese Unie zal worden toegelaten vanaf 1 mei 2014.
In de Verenigde Staten diende Bayer CropScience in mei 2007 een erkenningsaanvraag voor tembotrion en Laudis in bij de Environmental Protection Agency (EPA).